# Phaonia rugia
Phaonia rugia este o specie de muște din genul Phaonia, familia Muscidae. A fost descrisă pentru prima dată de Walker în anul 1849. Conform Catalogue of Life specia Phaonia rugia nu are subspecii cunoscute.